# عادل حقي
عادل حقي مؤلف وموزع موسيقي ومنتج ومغني مصري، قضى بداياته الفنية في أسبانيا في النصف الثاني من الثمانينيات، وعاد إلى القاهرة في مطلع الألفية الجديدة. عمل في مجال موسيقى الإعلانات التليفزيونية في أسبانيا، وقام بوضع الموسيقى التصويرية لعدد من الأفلام الأسبانية وخصوصا أفلام الكرتون، وغنى في العديد من أفلام والت ديزني.
عمل مع العديد من المغنيين الأسبان والبلچيك مثل خوليو إجلسياس وبيونسيه، وفي مصر تعاون مع عمرو دياب في ألبوم كمل كلامك بأغنيتين هما (أغيب) و(قدام عيونك)، كما تعاون مع مشاهير المغنيين مثل راغب علامة ونوال الزغبي وعمرو مصطفى وأصالة، كما اشترك في أغنية (الضمير العربي).

## روابط خارجية
- عادل حقي على موقع IMDb (الإنجليزية)
- عادل حقي على موقع الدهليز
- عادل حقي على موقع قاعدة بيانات الأفلام العربية
- عادل حقي على موقع ميوزك برينز (الإنجليزية)
- عادل حقي على موقع ديسكوغز (الإنجليزية)